# ولسن دوداته دا سيلفا
ولسن دوداته دا سيلفا (10 يناير 1981 في باهيا في البرازيل – )؛ هو لاعب كرة قدم كان يلعب كمدافع.

## وصلات خارجية
- ولسن دوداته دا سيلفا على موقع رابطة كرة القدم اليابانية للمحترفين (اليابانية)
- ولسن دوداته دا سيلفا على موقع Soccerway.com (الإنجليزية)